# Masaya
Pour l’article homonyme, voir Masaya (volcan).
Masaya est une ville du Nicaragua, chef-lieu du département homonyme. Elle est située à 26 km au sud-est de Managua, la capitale du pays. Elle s'est développée en bordure du lac de Masaya et près de la caldeira du volcan Masaya, actif.
Le département de Masaya est, avec une superficie de 611 km2, le plus petit du pays. En 2018, il comptait 364 168 habitants, soit une densité de 596. Par contre, la ville avec  227 309 habitants, pour une superficie de 142,6 km2, avait une densité de population de 1 594 et c'était la 2e ville la plus peuplée après Managua.
De l'époque coloniale, elle a conservé son plan en damier et quelques bâtiments, principalement son église.
Outre Masaya, le département de Masaya comprend les 8 municipalités de Catarina, Nindirí, Masatepe, Tisma, Niquinohomo, Nandasmo, San Juan de Oriente et La Concepción.

## Toponymie
Étymologiquement, « Masaya », anciennement « Mazātlān », est un dérivé de la langue des Nahuas (une variante du nahuatl ou pipil), et provient du mot mazātl qui signifie « gibier », avec le suffixe -tlān qui dénote un lieu. C'est-à-dire, « le lieu du gibier ».
L'historien Gonzalo Fernández de Oviedo, qui a visité la région dans la première moitié du XVIe siècle et a rédigé une longue chronique de son voyage, souligne que le nom Masaya, appliqué à l'origine au volcan du même nom, dérive de la langue chorotega de la population locale. Massaya, précise le chroniqueur, signifie « montagne brûlante ».
La cité est aussi connue comme la « Ville des fleurs » et le « Berceau du folklore nicaraguayen » en raison de sa grande vigueur culturelle,.
Au sein de la division territoriale et administrative de la Capitainerie générale du Guatemala, il y avait le « Corregimiento de Monimbó ». Actuellement, il existe une communauté indigène et un quartier appelés Monimbó, célèbre pour son petit marché d'artisanat qui attire les touristes.

## Géographie
Masaya, située à 26 km au sud-ouest de la capitale Managua et à 14 km au nord de la ville de Granada, se trouve au bord du lac du même nom et au pied du volcan Masaya (également appelé Popogatepe, "montagne qui brûle" en chorotega). Le volcan - l'un des plus actifs du pays - est en éruption depuis 2015.
Le lac d'une superficie de 8,5 km2 n'est alimenté que par le ruissellement de surface et par des flux souterrains. Il est d'une grande importance pour le département de Masaya, car il constitue une source potentielle d'eau douce pour sa zone sud. Cependant, bien qu'il ait une valeur paysagère et récréative (pêche) des niveaux élevés de contamination limitent son utilisation.
Le lac et le volcan, avec ses cinq cratères, forment une zone de 52 km2 déclarée parc naturel en 1979 qui abrite un très intéressant musée de volcanologie, le Museo del Parque Volcan De Masaya.
Au nord de Masaya, à la frontière avec Granada, se trouve le lac Apoyo.

## Histoire
On estime que les Niquiranos ont été les premiers habitants des terres de Masaya dès le VIe siècle et il existe des preuves de la présence de villages comme à Nindirí, Niquinohomo ou Monimbó avant la conquête espagnole. L'un des principaux quartiers de la ville est Monimbó (en espagnol, cela signifie "près de l'eau") est situé tout près du lac. Des groupes de Chorotega ont également habité ces terres.
Pedro Arias Dávila a commencé la conquête de ces terres en 1524 et a créé les premières encomiendas. Comme Masaya était situé sur la route principale entre Granada et León (alors León el Viejo) et faisait partie de la route vers le Panama, c'est devenu une halte très appréciée. Ceci, associé à son climat agréable et à son sol fertile, a attiré de nombreuses personnes à s'installer dans la ville, donnant ainsi naissance au Masaya colonial.
Le 24 mars 1819, le roi d'Espagne Ferdinand VII a décerné le titre de "Ville très noble et fidèle de San Fernando de Masaya", qui figure depuis lors sur les armoiries de la ville. Le 2 septembre 1839, Masaya a été déclarée ville. Dans son blason, en plus de la légende indiquée, il y en a une autre qui dit "Vive le cœur de Marie".
Parmi les différentes colonies indigènes, seul le quartier de Monimbó a conservé son identité ethnique à travers le temps.

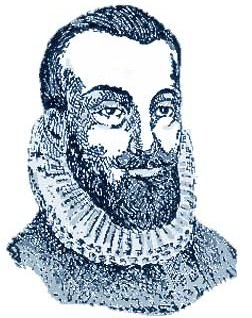
Gil González Dávila 1er explorateur du Nicaragua.

D'après l'histoire écrite c'est, Gil González Dávila qui est entré au Nicaragua en 1523 par le sud du département de Rivas actuel. Il rencontra un cacique des Nicaraos de la région de Masaya et parlementa avec lui. Il parvint à lui faire accepter la juridiction du roi d'Espagne et même à se convertir au catholicisme. Le chef Nicarao, ayant accepté la foi catholique, permit au membres de sa tribu d'être baptisés et apportât même son aide aux conquistadors dans leur lutte contre un autre cacique de la tribu Diriangen, qui résistait aux espagnols et qui les avait repoussés au Quebrada del Perro (le ravin du chien) dans la ville de Diriamba.
Par contre, selon la tradition orale Monimbó, c'est Francisco Hernández de Córdoba, fondateur du Nicaragua qui aurait rencontré ce cacique Nicarao pacifique, qui au lieu de se battre contre les Espagnols, lui offrit une des nombreuses et belles femmes de sa tribu. C'est ainsi que, Masaya explique l'importance du métissage (le mestizo nicaraguayen) dans toute sa culture, ses légendes, son folklore, ses préceptes, son artisanat, sa gastronomie, son pinolillo et sa tiste (boissons cacaotées), sa chicha (boisson au maïs) et sa musique au son du marimba de arco (sorte de xylophone).
Le 19 septembre, pendant la guerre civile nicaraguayenne de 1912, les forces rebelles nicaraguayennes ont ouvert le feu sur les Marines américains et les marins de passage dans la ville en route vers Granada. Cette action est connue sous le nom de "Bataille de Masaya",,.

## Économie
La situation de Masaya au Nicaragua en fait une plaque tournante importante. Elle possède une industrie manufacturière active de transformation des produits agricoles, tels que le tabac (fabrication de cigares) et la transformation des fibres naturelles. La production artisanale est très importante, on peut dire que la ville est le centre de l'artisanat nicaraguayen, avec une très forte composante culturelle précolombienne, utilisant principalement le bois, le cuir, la céramique, les pierres et les textiles. Industriellement, il s'y produit des chaussures, des produits pour la peau, du savon et de l'amidon.
Masaya est situé au centre d'une grande région de production agricole au Nicaragua. Une grande partie de la production des départements de Masaya et Carazo et des régions avoisinantes est expédiée via Masaya, vers le nord, vers Managua et Léon. De nombreuses communautés autour de Masaya produisent des meubles en bois dur et en osier, et il y a un quartier à Masaya près du lac spécialisé dans la production de hamacs.

## Patrimoine culturel, naturel et historique

### La capitale du folklore nicaraguayen
Masaya est considérée au Nicaragua comme le berceau du folklore national. Cela est dû au fait que de nombreuses expressions culturelles du pays, la musique marimba, les danses traditionnelles, les hidalgos castillans avec leur légitime intégration amérindienne, leurs préceptes sages et joyeux, leur artisanat et leur tradition culinaire complexe et hétérogène ont dans cette ville pittoresque la lignée de ce que c'est que d'être Nicaraguayen. C'est pourquoi, le 23 octobre 2000, l'Assemblée nationale du Nicaragua a nommé Masaya « Capitale du folklore du Nicaragua ». Le 9 octobre 1989, par le décret-loi 61, elle a été déclarée « Patrimoine culturel de la nation ».

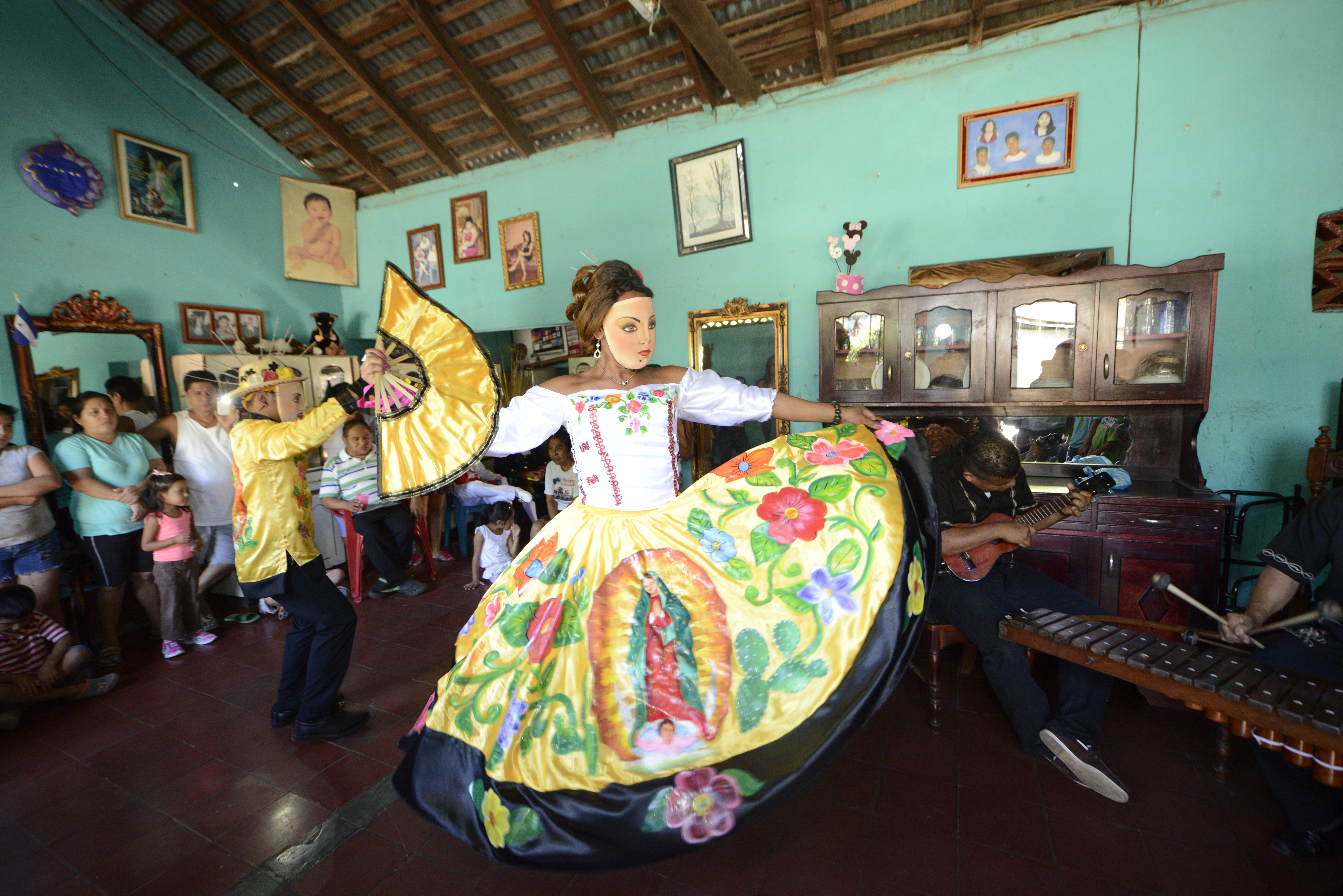
« El baile de negras » chez un habitant de Masaya.

#### El baile de negras
"El baile de negras" (la danse des nègres) est une danse typiquement Masaïenne qui se danse le dimanche lors des fêtes patronales en l'honneur de Saint Jérôme.
Dans cette danse particulière, les couples sont composés d'hommes - des danseurs experts - qui dansent au son du marimba. Ce jour-là, ils délaissent leur pantalon pour porter des jupons et des costumes féminins colorés, gracieux et élégants, que beaucoup de dames leur envient.
La coutume veut que les groupes de danse soient invités et reçus dans les maisons où ils montrent leurs talents de danseurs à leurs hôtes qui leur offrent à leur tour des boissons et des plats de la cuisine traditionnelle nicaraguayenne.

#### El torovenado
Parmi les traditions folkloriques qui sont nées sur cette terre, "El Torovenado" se distingue par son caractère unique. Il est né comme une procession pour remercier le saint patron de la ville, Saint Jérôme, et c'est rapidement devenu un carnaval.
La procession, où l'image du Saint est toujours présente, est un défilé costumé auquel seuls les hommes participent, souvent déguisés en femmes. L'union des coutumes ancestrales avec les coutumes chrétiennes a donné naissance à cette expression culturelle qui est particulièrement enracinée dans la communauté indigène du Monimbó, qui occupe le quartier populaire du même éponyme. Comme l'explique le professeur José Bayardo Ortiz:

« Dans son aspect le plus authentique, celui des indigènes, El Torovenado semble être une expression de dérision envers le conquérant espagnol. El Torovenado est un animal mythologique qui symbolise une protestation transformée en une moquerie perdue dans le temps depuis la conquête espagnole. Il représente la ruse contre la force de la soumission, l'intelligence de l'Indien pour survivre contre l'esclavage des Espagnols. Être mythique, moitié taureau, moitié cerf, c'est l'expression de cette lutte et de cette unité, ensemble mais en conflit. Le taureau est la force brute (l'Espagnol arrogant et hautain) et le cerf est l'Indien qui utilise sa sagacité pour ne pas se faire prendre, pour survivre. La Torovenado est en fait une expression organisée de la population, transposée dans un carnaval qui culmine avec toute une saison de festivals folkloriques à Masaya, une ville et une place en lutte interne, symbole de la résistance des dominés à la domination. »

#### Festival des Aguizotes
"La Fiesta de los Agüizotes" ou simplement "Los Agüizotes" est une fête traditionnelle nicaraguayenne qui se tient chaque année à Masaya depuis le milieu du XXe siècle. Ce festival est un défilé accompagné de musiciens traditionnels, de groupes appelés chicheros ou filarmonicos (instruments à vent), qui parcourent les rues principales du quartier indigène de Monimbó, puis se déplacent vers le centre ville pour revenir ensuite au centre du quartier indigène. Ceux qui participent au défilé se déguisent en personnages qui jouent les premiers rôles dans les mythes et légendes du Nicaragua (la femme en pleurs, le moine sans tête,...), ils dansent au son de la musique en marchant dans les rues. Cette fête a lieu le dernier vendredi soir d'octobre, avec une avant-première le jeudi soir avec la tant attendue "Vela del Candil" (veillée aux chandelles).

#### Fête patronale de la Vierge de l'Assomption.
Masaya célèbre sa fête patronale en l'honneur de la Vierge de Notre-Dame de l'Assomption le 15 août. Les festivités ont lieu pendant les 15 premiers jours du mois d'août et se terminent le 15, jour de l'Assomption. Le 14 août, on célèbre la Gritería Chiquita (Immaculée Conception).

#### 16 de marzo (16 mars)
C'est le 16 mars 1772 qu'une éruption du volcan Masaya, avec écoulement  de lave par une fissure au flanc du cône, c'est interrompue par magie grâce, selon la tradition, au miracle accompli par la statue de la Vierge Marie qui a été transportée en procession vers ses environs. A cette occasion, cette image a subi des brûlures à la main droite et au gros orteil du pied droit et elle est devenue "La Vierge aux doigts brûlés".

#### Saint Jérôme, patron populaire.
Le 30 septembre, une fête est célébrée en l'honneur de Saint Jérôme, le saint-patron très populaire de la ville.
Les fêtes de San Jerónimo sont très voyantes par les démonstrations folkloriques et la quantité de fleurs dont la ville est ornée. Le maire, le conseil des anciens, les groupes de danse y participent activement. Le 29 septembre, c'est la "Construction de la montagne de San Jerónimo" où à cette occasion une "montagne" de fleurs et de branchages est installée dans l'église de San Jerónimo aux cris de "Viva San Jerónimo !" qui viennent des rues alentour.
C'est à Masaya que les festivités sont les plus longues fêtes. Elles durent 3 mois et c'est la seule ville du Nicaragua qui a le plus de vacances. Cela commence en septembre, en l'honneur de Saint Jérôme, avec un point culminant le premier dimanche de décembre avec le Marimba Folk Festival.

### Patrimoine naturel

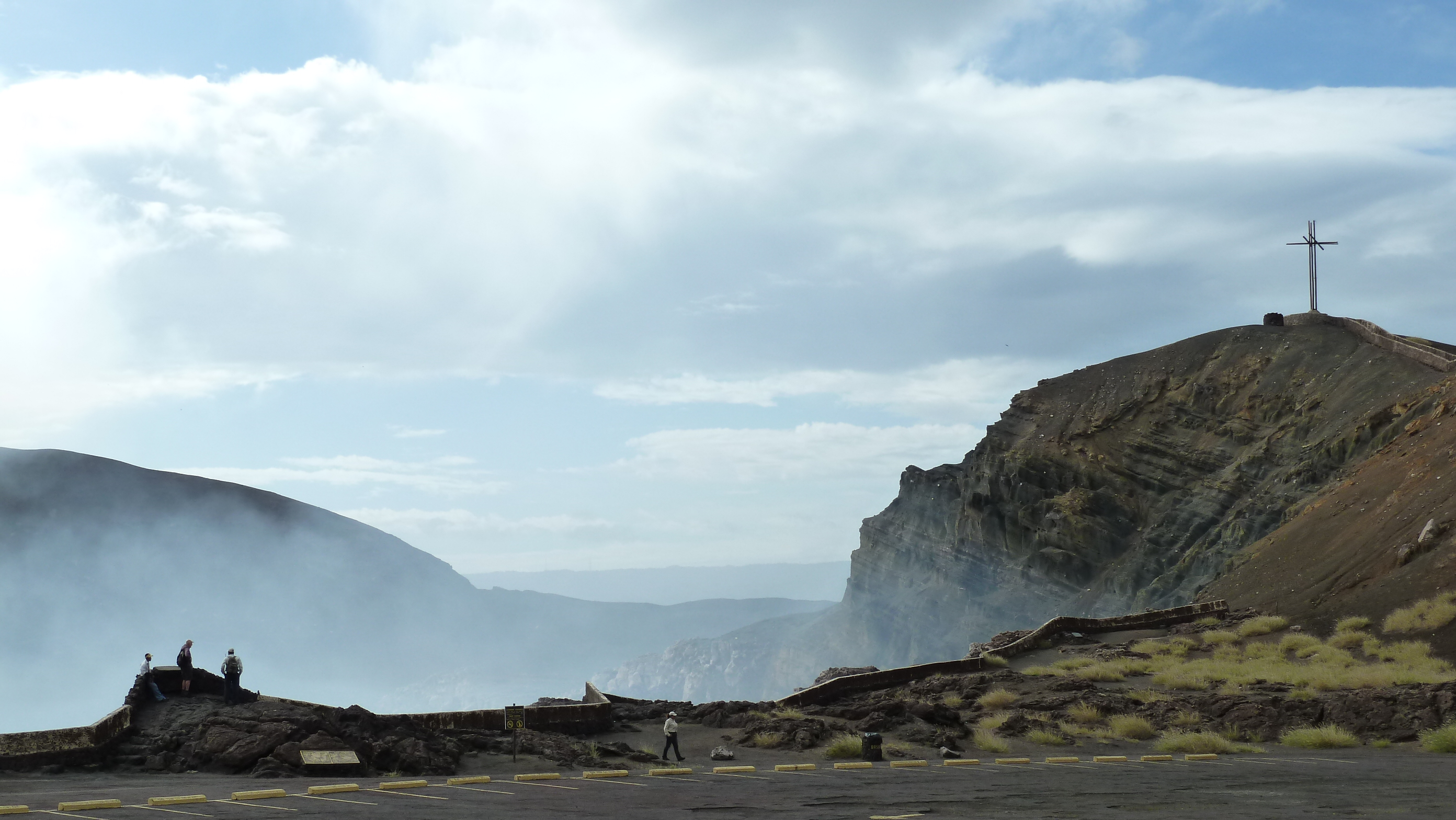
Le très accessible cratère du volcan Masaya.

#### Volcan Masaya
Le parc national du volcan Masaya est un endroit exceptionnel et intéressant qui combine le plus grand lac d'origine volcanique du Nicaragua, le lac Masaya, avec un volcan (le Masaya ou Popogatepe, qui signifie « montagne en feu ») qui a 5 cratères, l'un d'entre eux actif et avec un lac de lave. Sur le site, un musée volcanologique très remarquable et complet permet de bien comprendre cet espace naturel.
On peut accéder en voiture jusqu'au bord du cratère et voir les fumerolles qui en émanent. Le volcan a été étroitement lié aux croyances populaires et les missionnaires espagnols le considéraient comme « la porte de l'enfer », plaçant une grande croix sur son sommet pour « empêcher le diable d'en sortir ».

#### Lac Apoyo
Le département de Masaya partage avec celui de Granada, la réserve naturelle Laguna de Apoyo, un autre lac de cratère, où on peut pratiquer la pêche, les sports nautiques et la plongée sous-marine.

### Patrimoine historique
L'histoire de Masaya s'enfonce dans le temps, mais à des dates plus récentes, l'homme qui marque profondément l'histoire du Nicaragua jusqu'à aujourd'hui, c'est Augusto Cesar Sandino, qui est né dans l'une des villes voisines, à Niquinohomo. Son action et sa pensée ont inspiré les fondateurs du FSLN (Front sandiniste de libération nationale) qui, sur la base de postulats marxistes-léninistes, ont mené à bien la révolution sandiniste en abattant la dictature de la famille Somoza en 1979.

#### Les églises
- L'église Notre-Dame de La Asunción est la principale église de la ville. Sa façade est baroque avec quelques vestiges de la Renaissance. L'édifice se compose de trois nefs et possède une chapelle néogothique.
- L'église de San Jerónimo, éclectique avec une tendance néoclassique. Il existe des preuves de bâtiments antérieurs.
- L'église de San Miguel Arcángel, de style colonial espagnol. C'est la plus préservée des églises de cette époque.
- L'église de San Juan Bautista. Néoclassique. Trois nefs, murs et toits en pisé. Elle date de 1926 bien qu'il existe des preuves qu'il en existait déjà une en 1700. Elle a été incendiée par les flibustiers de William Walker.
- L'église de María Magdalena. Ancienne structure intérieure et extérieure de style néocolonial.
- L'église d'El Calvario, de style colonial.
- L'église de San Sebastián.

#### Forteresse de Coyotepe
Coyotepe est une ancienne forteresse située sur une colline escarpée d'où elle tire son nom.

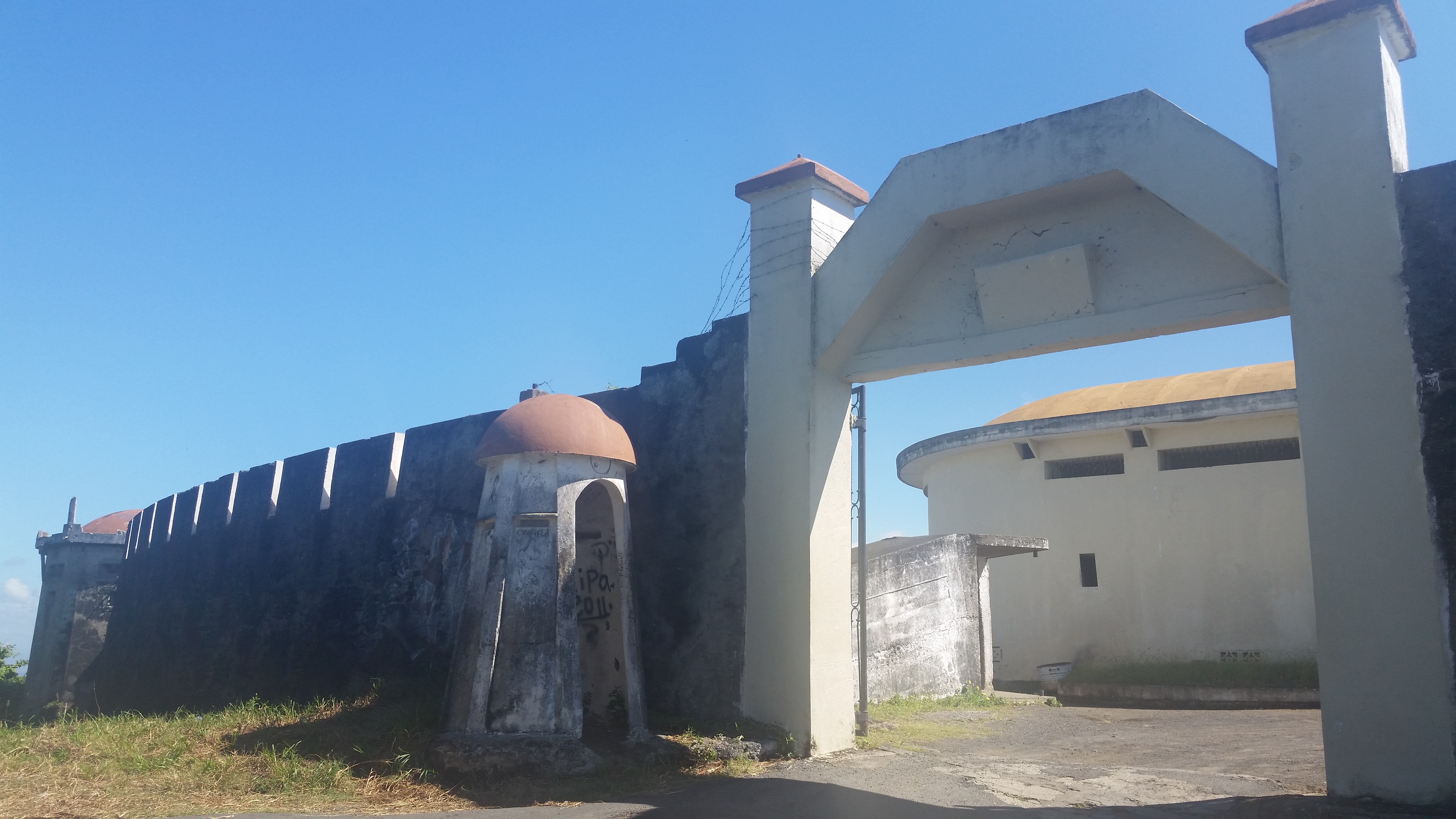
Entrée de la forteresse de Coyotepe.

Construite au tournant du XXe siècle par le président José S. Celaya, ce site a connu une bataille acharnée les 2 et 4 octobre 1912, lorsqu'une force rebelle nicaraguayenne dirigée par le général Benjamín Zeledón occupe Coyotepe et une autre colline surplombant la ligne ferroviaire stratégique. Cette troupe, a refusé de se rendre aux troupes gouvernementales du président Adolfo Díaz renforcées par des forces d'intervention des États-Unis. Le bataillon de marines des États-Unis du major Smedley Butler, bombarde le bastion rebelle de Coyotepe. Pendant les heures précédant l'aube du 4 octobre, le bataillon de Butler, de concert avec deux bataillons de marines et un de marins du USS California convergent de différentes positions pour prendre d'assaut la colline et la capturer. Le général Benjamín Celedón est tué, à l'âge de 33 ans, et son cadavre traîné derrière un cheval au trot, pour instiller la peur parmi la population et empêcher un soulèvement potentiel. Mais au contraire, la mort de Celedón est l'étincelle qui inspire Augusto Sandino et d'autres, à se battre durant 7 ans, dans les montagnes du nord du Nicaragua, contre l'intervention américaine.
Le président Anastasio Somoza a réhabilité la forteresse à la fin des années 1930 et elle a été utilisée comme centre de détention pendant les périodes de troubles civils. 

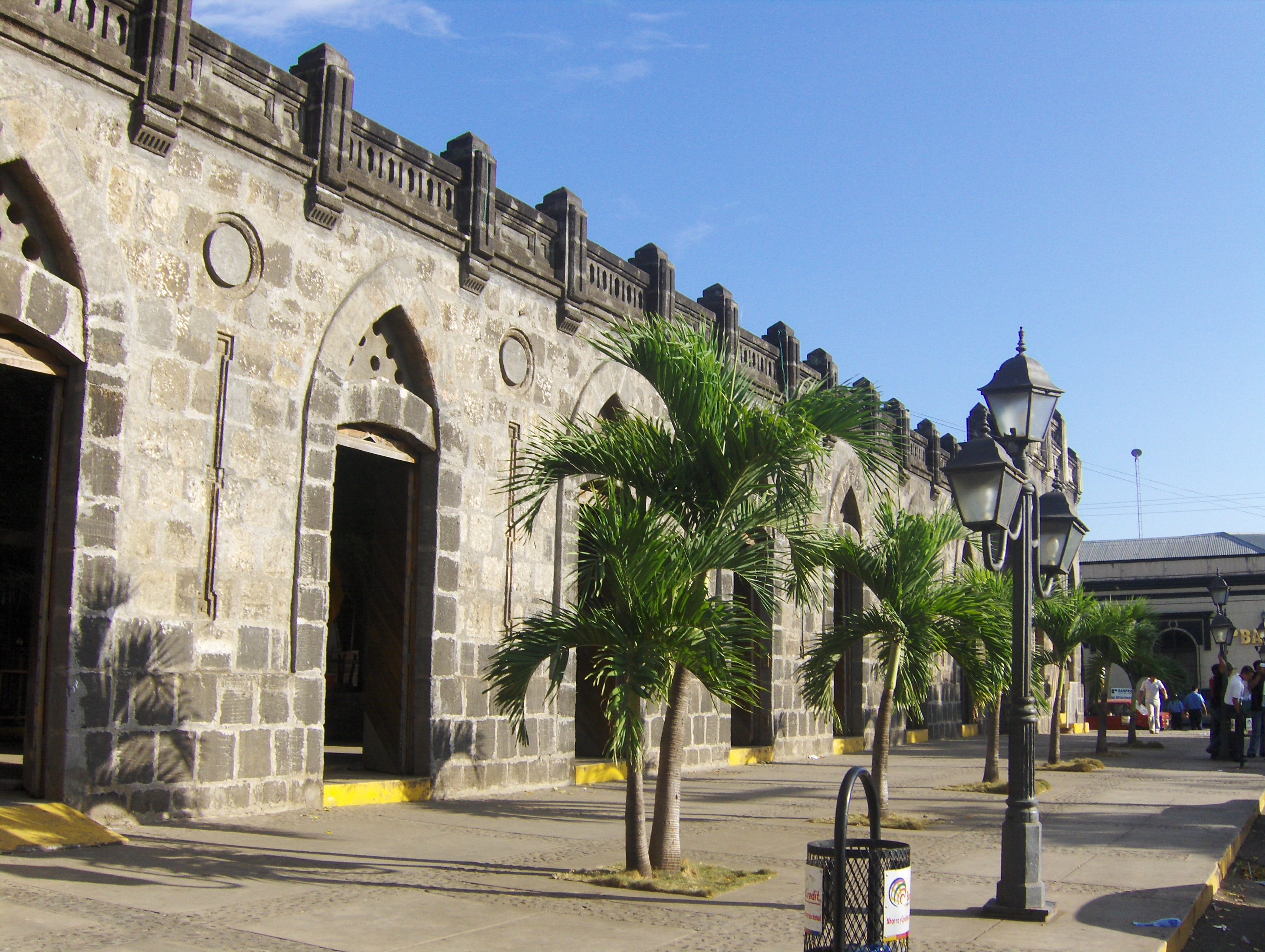
Le marché artisanal de Masaya.

Dans les années 1950, le fort a été utilisé pour former des opérateurs radio guatémaltèques qui soutenaient l'opération PB Success organisée par la CIA pour renverser le président Jacobo Arbenz, un colonel de l'armée de gauche en 1954. Ensuite, il a été utilisé comme décharge pour du matériel militaire obsolète.
Déclaré monument national le 15 novembre 1967 par le décret législatif 1398, un autre Somoza a finalement donné la forteresse aux boy scouts.
La forteresse construite compte 43 cellules de prison, dont 28 à l'étage supérieur, où les fenêtres laissent entrer l'air et le soleil. Chacune des cellules de l'étage supérieur pouvait contenir de 15 à 20 prisonniers, parfois même plus. Les cellules du sous-sol, en revanche, étaient des cachots sombres, humides, étouffants et exigus. En tout, au début du siècle, il y eut jusqu'à environ 1 000 prisonniers à la fois.
Le site a été abandonné par le Boy Scouts de 1983 à 1992. Pendant cette période, des rumeurs circulaient parmi la population selon lesquelles Coyotepe était utilisé comme sanctuaire pour des pratiques sataniques.
Enfin, les gouvernements qui ont remporté les élections en 1990, ont finalement rendue la forteresse à la Boy Scouts Association. Elle a maintenant été transformée en musée d'histoire.

#### Le Mercado de Artesanias
Parmi les autres bâtiments civils on distingue la gare (1895) reconstruite en 1932, le Social Club (1875) de style colonial, l'hôpital San Antonio de 1908 de style néoclassique et le célèbre et très touristique marché de l'artisanat (1891) de style néogothique.
Ce Mercado de Artesanias (marché artisanal) est situé à l'intérieur de ce qui était le "mercado viejo" (ancien marché), une structure des années 1900 située près du centre de la ville et à quelques pâtés de maisons du marché principal. Ce marché a été revitalisé et est devenu un lieu touristique, où l'on peut trouver de l'artisanat de Masaya et d'autres régions du Nicaragua. De plus, tous les jeudis soir, il y a une Noche de Verbena soirée durant laquelle des danses folkloriques sont présentées.

### Gastronomie

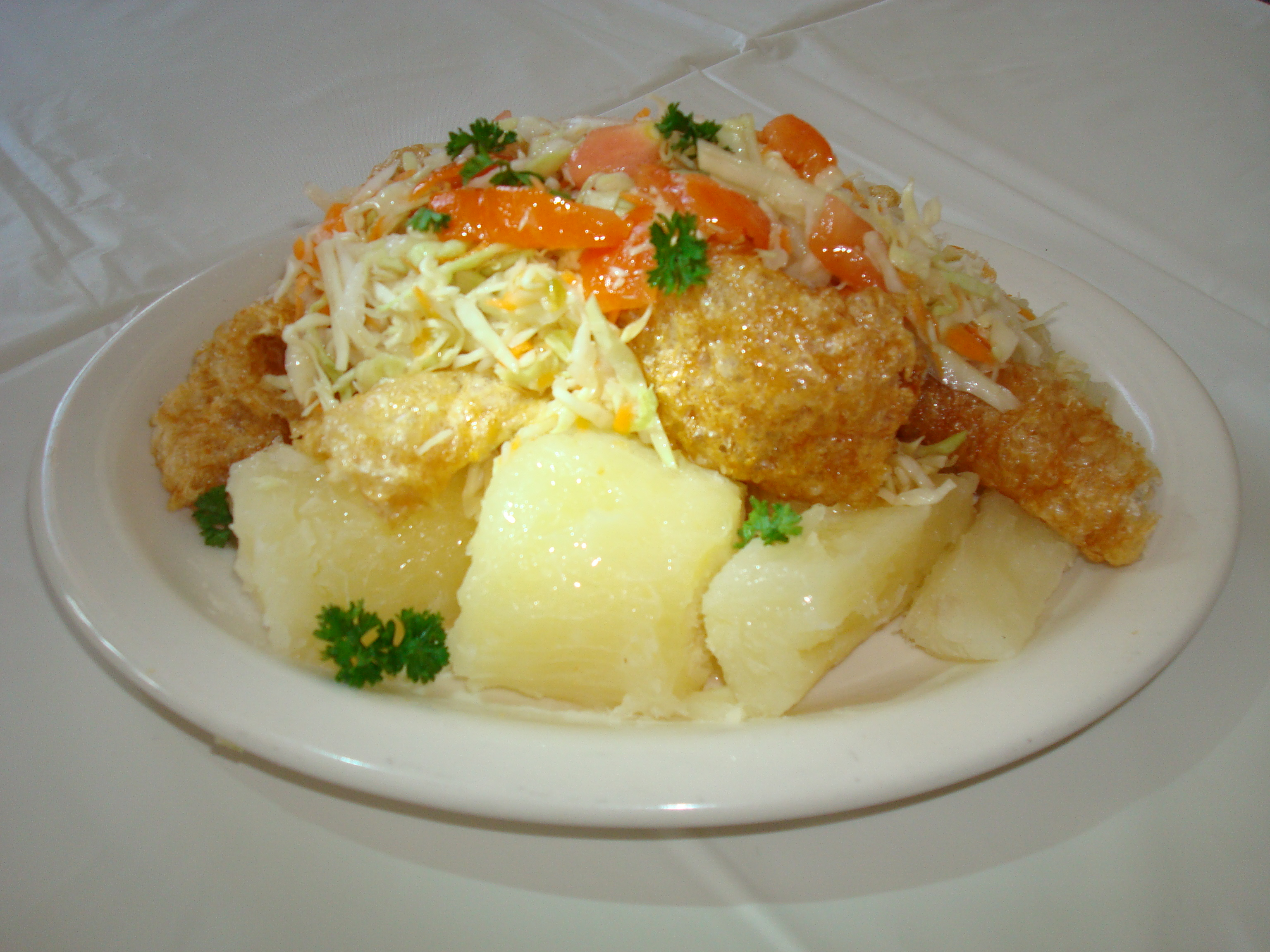
Un vigorón, plat traditionnel de Masaya.

Masaya possède une tradition culinaire variée basée sur des recettes précolombiennes. Le nacatamal est un tamal géant, fait de farine de maïs saupoudré de roucou et de sel, et mélangé avec du porc, du bacon, un peu de riz, des tranches de pomme de terre, des oignons, des tomates, des poivrons verts, de la menthe, des piments Congo et des pruneaux. Ensuite, tout est recouvert de feuilles de plantain, attaché avec des ficelles et bouilli pendant quelques heures. Les nacatamals sont normalement consommés au petit-déjeuner ou au dîner avec une miche de pain et du café noir.
Le vaho est un autre repas copieux, normalement consommé au déjeuner. Il se compose de longues tranches épaisses de bœuf salé et séché, mariné dans du jus d'orange aigre. Le bœuf est mélangé avec du yucca, des plantains verts, des plantains mûrs, des tomates, des oignons, de l'ail, du chou, et placé sur une casserole avec les parois intérieures tapissées de feuilles de plantain, puis recouvert des mêmes feuilles et d'un couvercle, et cuit à la vapeur lentement. Le vaho se mange avec des tortillas.
Les tubercules de yucca sont essentiels à la nourriture masayane, qu'ils soient bouillis, cuits à la vapeur, frits ou grillés et utilisés dans de nombreux plats différents tels que le vigorón. Le vigorón se compose de yucca bouilli, garni de chou aigre-doux coupé en lanières, de tomates en dés, d'oignons, de groseilles vertes, de piments Congo, de vinaigre et de sel.

### Le castillan de Masaya
La population de Masaya est métisse, même dans sa banlieue agréable mais nettement aborigène Monimbó. Cependant, Masaya conserve dans sa tradition orale, des histoires et des contes d'une langue espagnole qui doit être conservée comme une relique : un castillan qui n'existait qu'en Espagne à l'époque de Cervantes. Ce parler, à la prononciation quasi-andalouse, est peut-être issue des territoires cordouans entre Badajoz et Ciudad Real, d'où venait Francisco Hernández de Córdoba.
Masaya préserve ce castillan « ancien », désormais standardisé au Nicaragua, avec ses nuances et ses intonations amérindiennes uniques.

## Jumelage

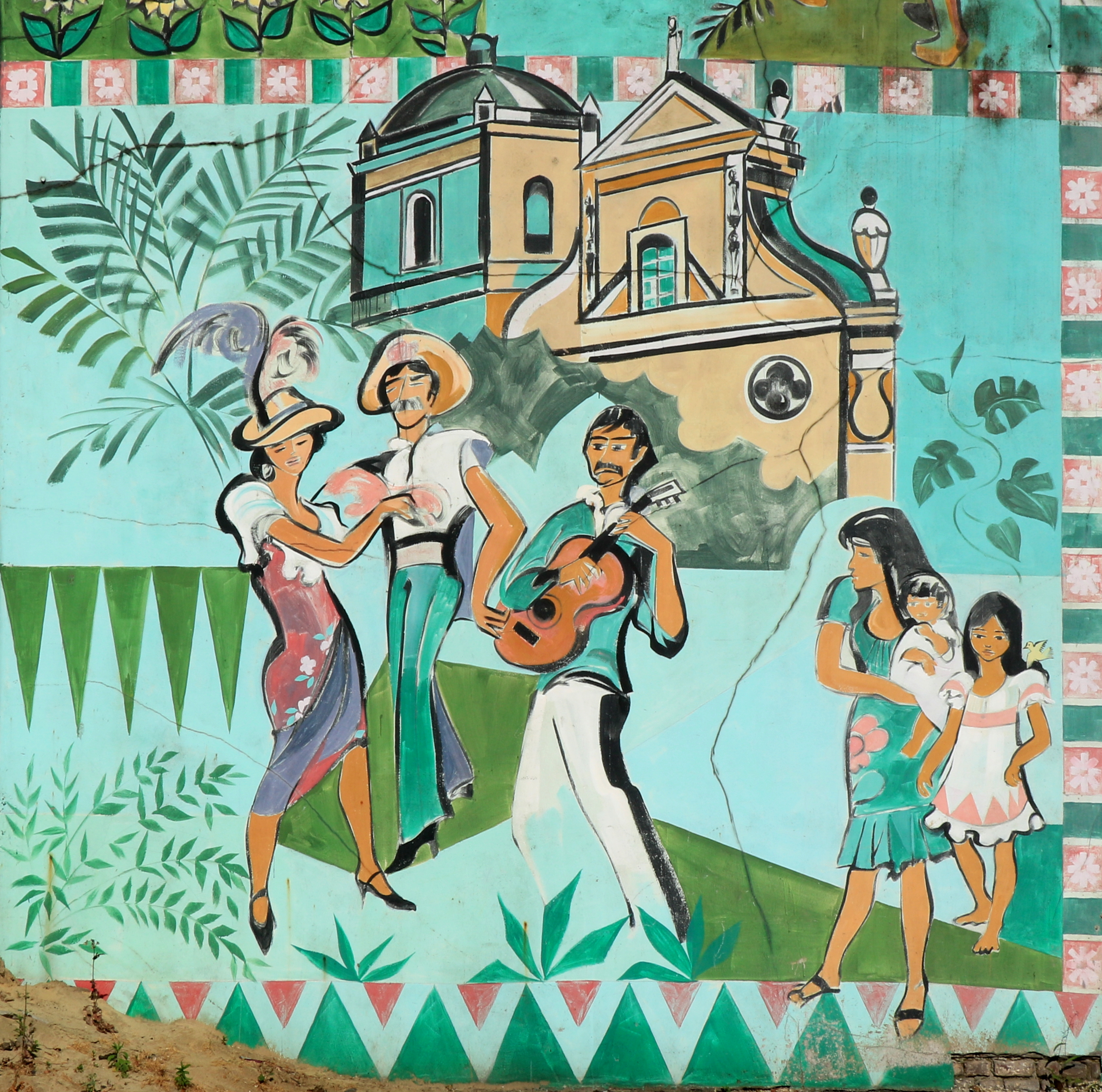
Peinture murale évoquant Masaya sur les murs du Centre culturel d'Ottignies-Louvain-la-Neuve (Claude Rahir 1993).

- Belo Horizonte (Brésil)
- Dietzenbach (Allemagne)
- Leicester (Royaume-Uni)
- Nimègue (Pays-Bas)
- New Jersey (États-Unis)

## Pacte d'amitié
- Ottignies-Louvain-la-Neuve (Belgique), dans la province du Brabant wallon : pacte d'amitié depuis le 15 octobre 1989[12].

## Personnalités liées à Masaya
- Enrique Bolaños Geyer (1928-2021), ancien président du Nicaragua de 2002 à 2007.
- Sergio Ramírez (1942-), écrivain, avocat, journaliste et homme d'État.
- Óscar Duarte (1989-), footballeur international costaricien.

## Galerie

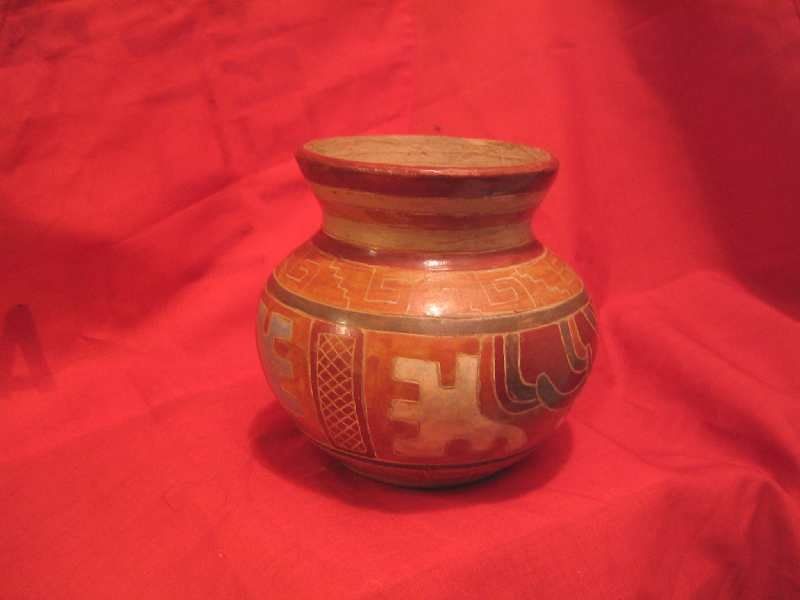
Céramique de Masaya.
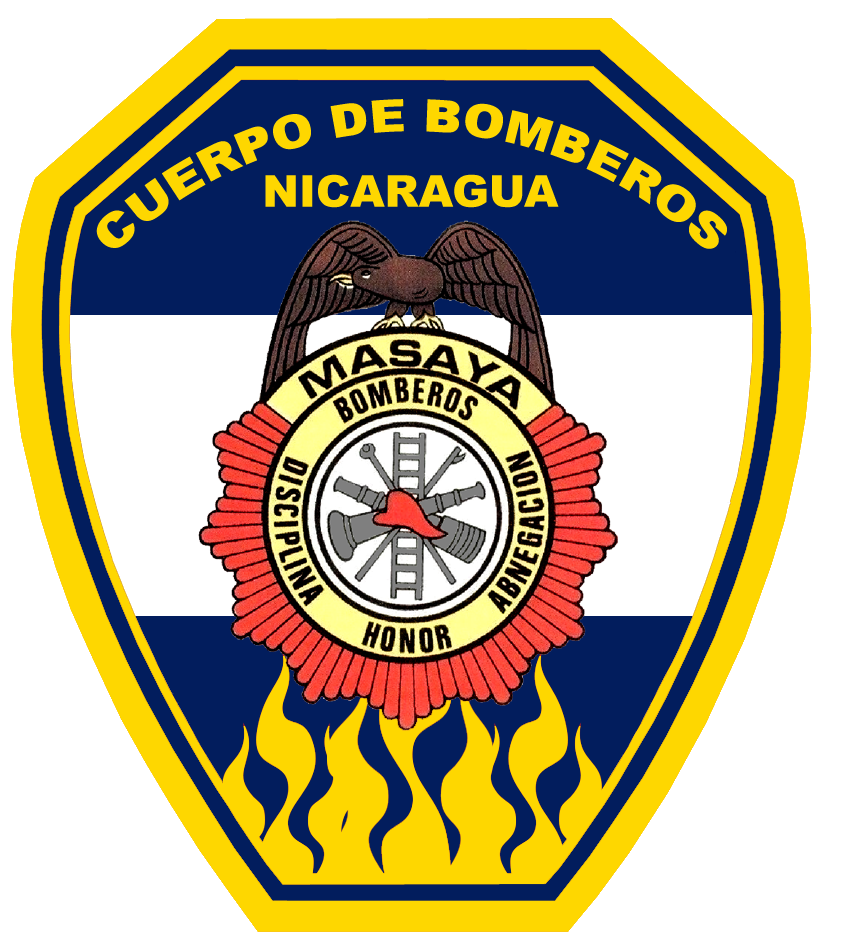
Blason des pompiers de Masaya.
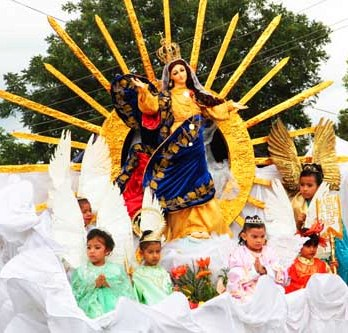
Nuestra Señora de la Asunción.
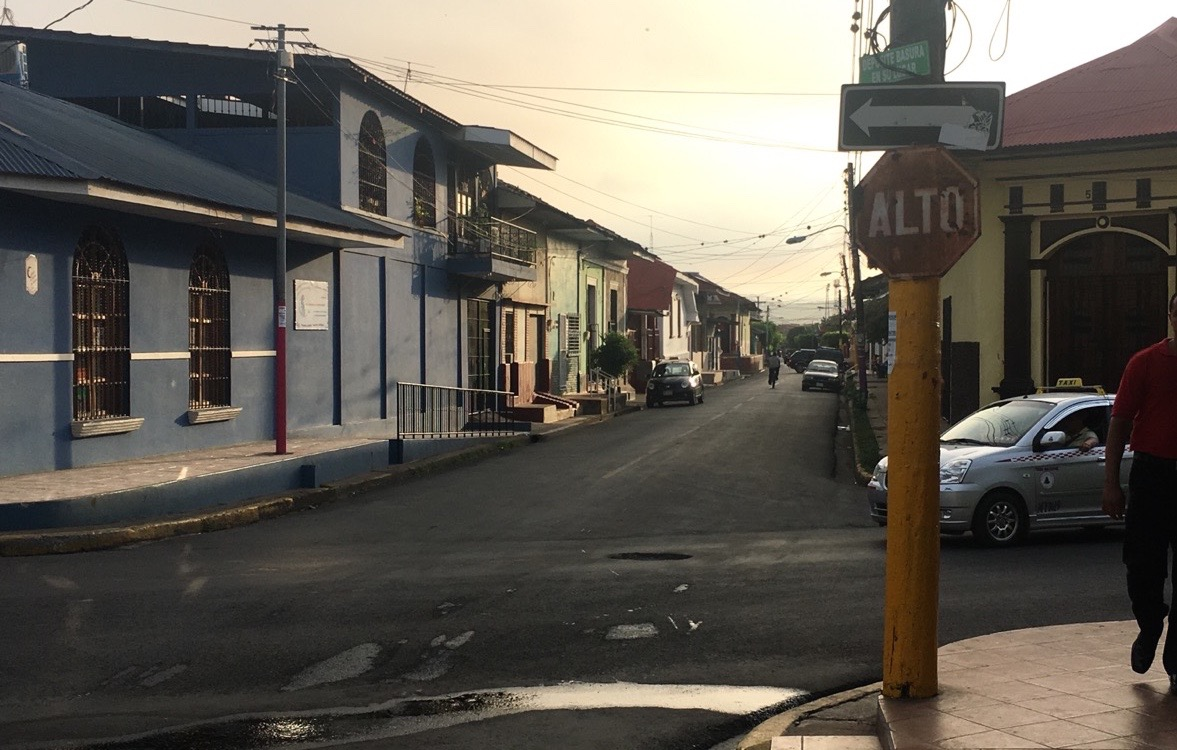
Une rue de Masaya.
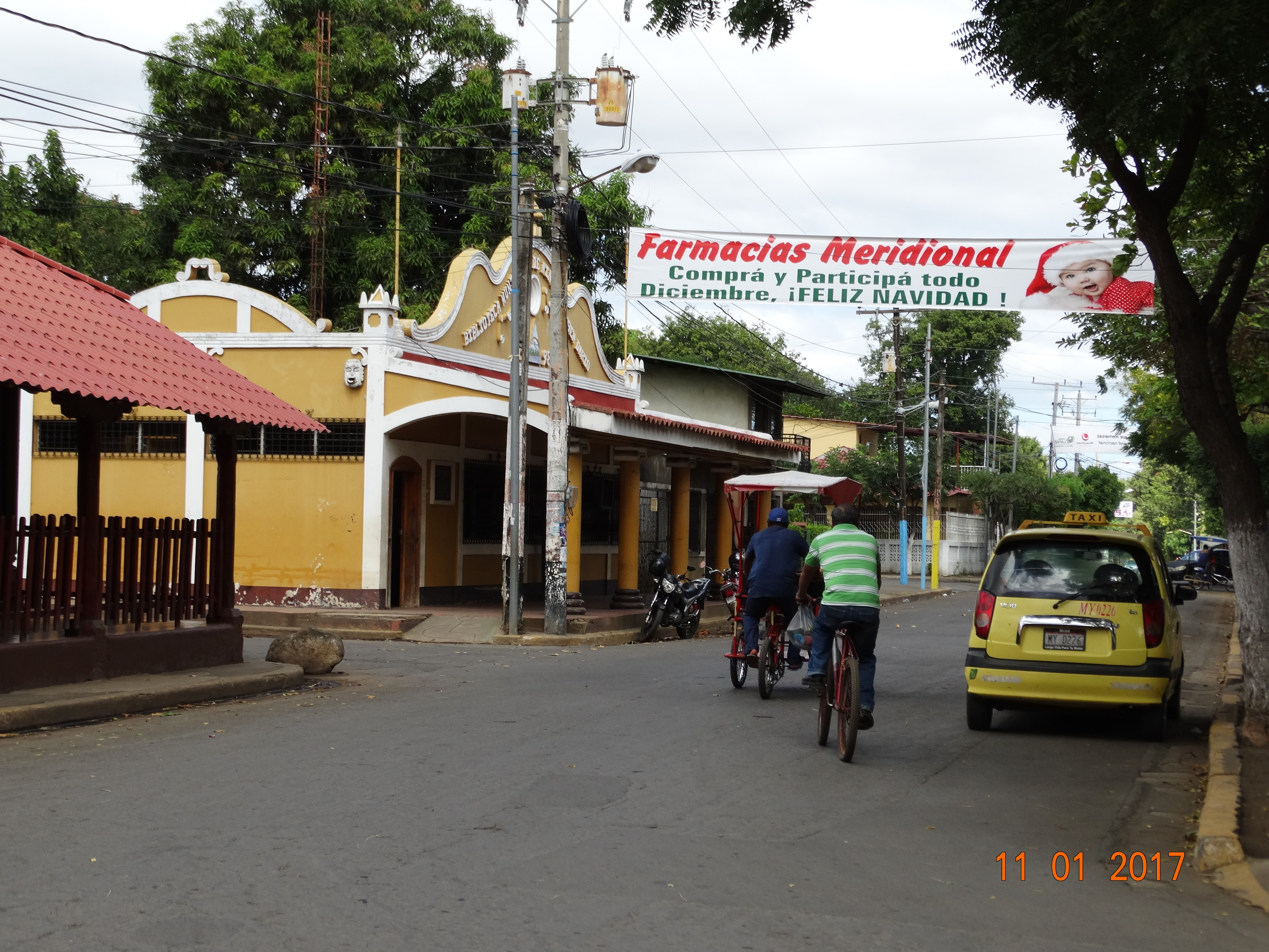
Près du parc San Jerónimo.
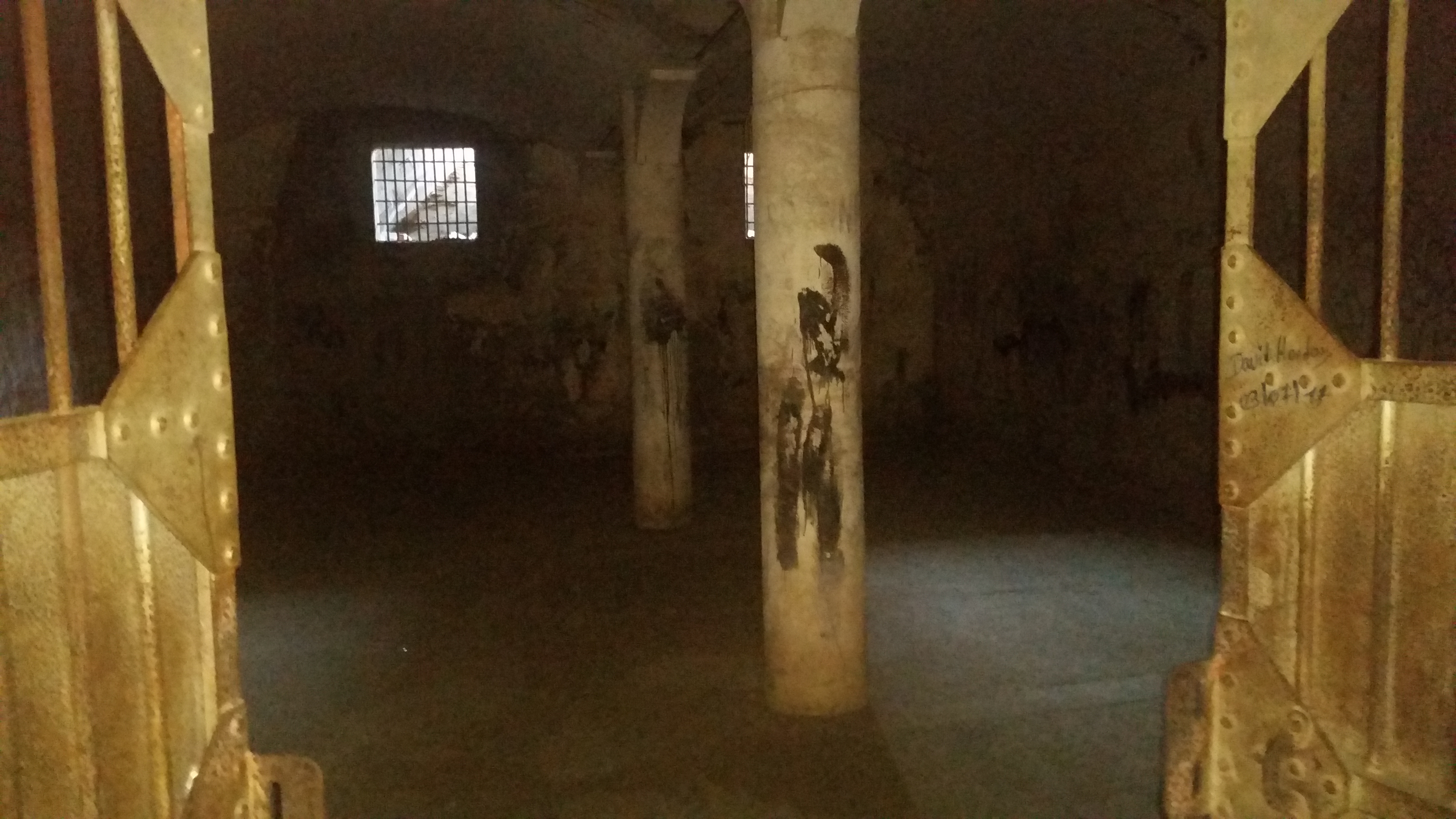
Cellule de la forteresse de Coyotepe.